# Santiago López Petit
Santiago López Petit également connu sous le pseudonyme de Eduardo Durán, né en 1950 à Barcelone, est un chimiste et philosophe libertaire espagnol.

## Biographie
Licencié en chimie dans les années 60, il a travaillé dans une entreprise spécialisée dans l’industrie du verre, entreprise récupérée et gérée par ses propres employés. Il milite alors au sein des mouvements autonomes et de la Confédération nationale du travail.
Après l’échec du mouvement, il se consacre à la philosophie critique, influencé par les post-structuralistes Gilles Deleuze, Michel Foucault, et par les marxistes italiens Toni Negri, Raniero Panzieri et Mario Tronti.
De 1975 à 1977, il fait partie du Colectivo de Estudios por la Autonomía Obrera.
En 2010, il est professeur de philosophie contemporaine à l’Université de Barcelone.
Il est à l’origine des initiatives Espai en Blanc, L’Archivo Digital de la Autonomía Obrera et Dinero Gratis.
Dans ses ouvrages philosophiques, il offre une critique radicale du présent et a affiché son soutien au mouvement du 15 mai.
Il a aussi collaboré au film El taxista ful (2005).

## Œuvres
- Crítica de la Izquierda Autoritaria en Catalunya 1967-1974, editorial Ruedo Ibérico, 1975
- Una estrategia socialista, Ed. ZYX-ZERO, Madrid, 1975,
- Por la organización autónoma de los trabajadores, Ed. ZYX-ZERO, Madrid, 1977,
- Luchas autónomas en la transición democrática, ed. ZYX-ZERO, Madrid, 1977, dos tomos;
- Entre el Ser y el Poder. Una apuesta por el querer vivir, ed. Siglo XXI, 1994;
- Horror Vacui. La travesía de la Noche del Siglo, ed. Siglo XXI, 1996;
- El Estado-guerra, ed. Hiru, 2003;
- El infinito y la nada. El querer vivir como desafío, ediciones Bellaterra, 2003;
- Amar y pensar. El odio del querer vivir. Ed. Bellaterra, 2005.
- La movilización global. Breve tratado para atacar la realidad. Traficantes de sueños, 2009.
- Identitat i crisi, ed. El Tangram, Barcelona, 2010.
- No le deseo un Estado a nadie, ouvrage collectif sur le conflit catalan avec Corsino Vela, Miguel Amorós, Tomás Ibáñez et Francisco Madrid, éd. Pepitas de calabaza, 2018.

### En français
- L'horreur du vide : la traversée de la nuit du siècle, traduction d'Erik Bordeleau, Paris, L'Harmattan, 2010.
- La haine du vouloir vivre : aimer et penser, traduction d'Erik Bordeleau, Paris, L'Harmattan, 2010.
- Avec Giancarlo Pizzi, Indignés : la force de l'anonyme, Paris, L'Harmattan, 2012.

## Citation
- « Le problème n’est pas de quitter la place ou d’y rester. Il est de savoir si nous oserons opérer le passage d’indignés à révolutionnaires. » Lettre de Barcelone, 3 juin 2011[5]

### Notices
- Notices d'autorité :   - VIAF
  - ISNI
  - BnF (données)
  - IdRef
  - LCCN
  - GND
  - Espagne
  - Catalogne
  - Tchéquie
  - Portugal
  - WorldCat
- ISNI : notice.
- Système universitaire de documentation : publications liées.